# 信樂高原鐵道
信樂高原鐵道株式會社（日语：／）是一家總部位於滋賀縣甲賀市的鐵路公司（日本第三部門鐵道）。該公司設有信樂線，該路線是由舊日本國有鐵道（國鐵）特定地方交通線接手營運的鐵路線。公司由信樂町、水口町（均已經成為現在的甲賀市）和滋賀縣等出資成立。

## 歷史
- 1987年（昭和62年）
  - 2月10日 公司成立。
  - 7月13日 繼承西日本旅客鐵道（JR西日本）信樂線，信樂線開業[5][6]。
- 1989年（平成元年）12月1日 以信樂燒（日语：信楽焼）製成的干支車票之紀念車票開始發售。以後毎年發售。但是紀念車票則不定期發售。
- 1991年（平成3年）
  - 5月14日 一架從JR西日本駛入至信樂線的臨時快速列車與信樂高原鐵道的普通列車相撞（日语：列車衝突事故）（信樂高原鐵道列車相撞事故（日语：信楽高原鐵道列車衝突事故））。
  - 12月8日 列車服務重開。
- 1995年（平成7年）12月18日 引入SKR300形。
- 2001年（平成13年）11月6日 引入SKR310形。
- 2013年（平成25年）
  - 4月1日 基於地區公共交通之活性化與再生相關法律，進行了鐵道事業再構築實施計劃，把鐵路線以上下分離方式管理。信樂高原鐵道擁有信樂線的第二種鐵道事業者，而路線與車輛等鐵路設施轉讓至甲賀市，使該市成為信樂線的第三種鐵道事業者[7]。
  - 9月15日 受到颱風萬宜吹襲日本，當日起信樂線暫停服務。在16日，杣川橋樑的橋腳被衝毀[8]（詳細參見後述）。
- 2014年（平成26年）11月29日 列車服務重開[9]。
- 2015年（平成27年）
  - 1月15日 全車身廣告列車「米奇火車」在當日至6月7日之間行走，車身廣告上有來自瑞典之陶藝家麗莎·拉森（日语：リサ・ラーソン）的作品[10]。
  - 10月4日 引入SKR400形[11]。
- 2017年（平成29年）2月5日 引入SKR500形[12]。
- 2019年（令和元年）9月29日 一架列車貼上了全車身廣告，廣告為宣傳以信樂為舞台的NHK連續電視小說《緋紅》電影劇，直至2020年3月28日[13]。

## 路線
| 中文線名 | 日文線名 | 起點   | 終點 | 距離（公里） | 備註                                                     |
| -------- | -------- | ------ | ---- | ------------ | -------------------------------------------------------- |
| 信樂線   |          | 貴生川 | 信樂 | 14.7         | 信樂高原鐵道是第二種鐵道事業者，甲賀市是第三種鐵道事業者 |

## 車輛

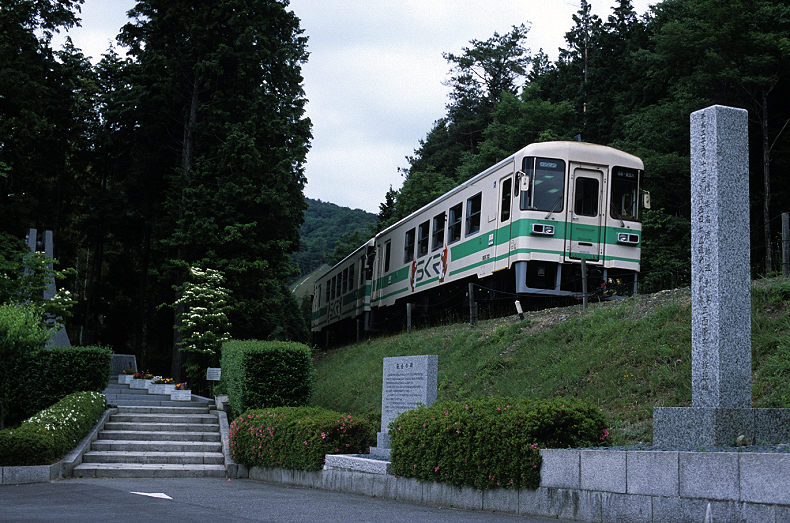
事故現場遺址通過的SKR310形

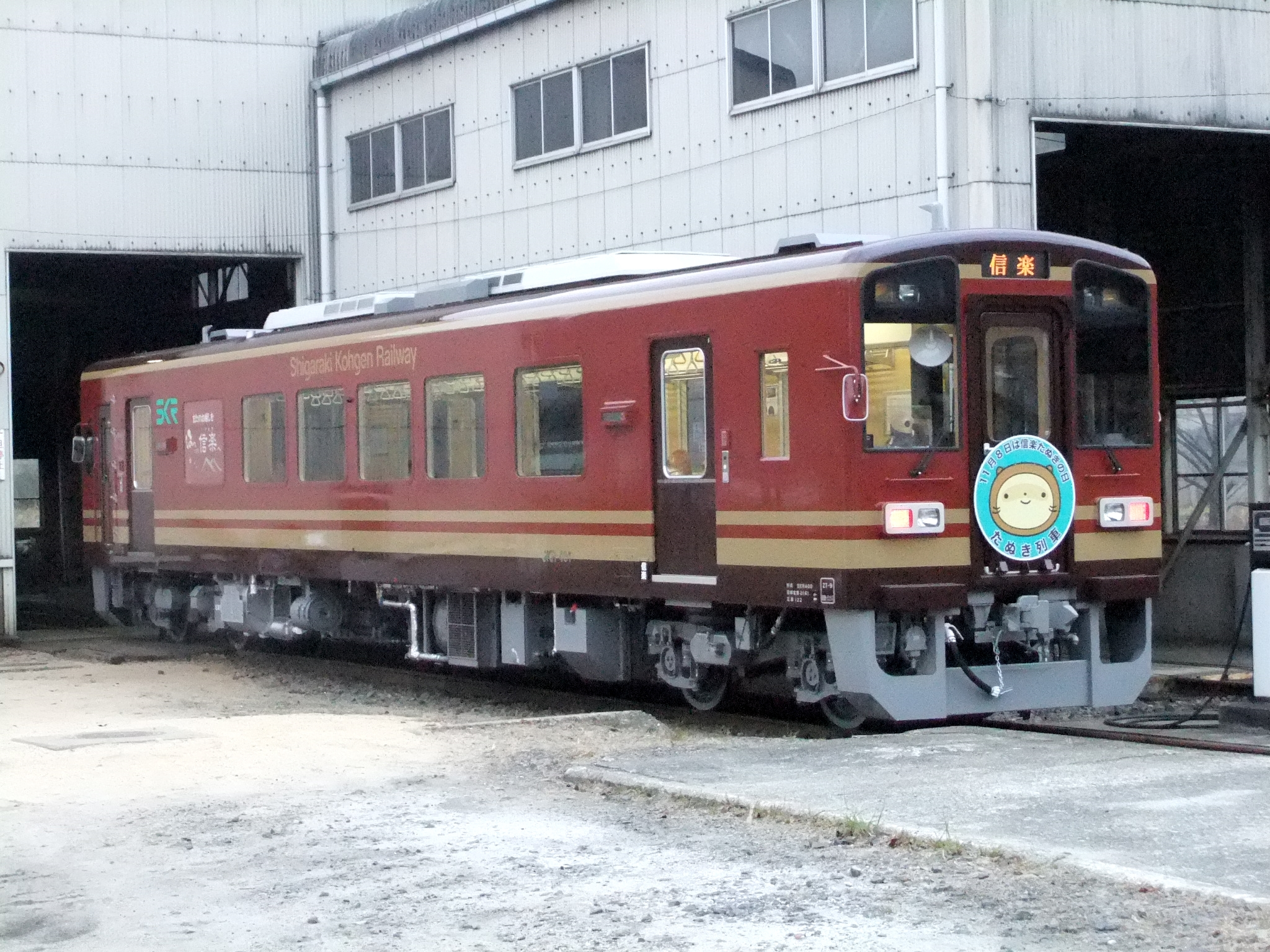
SKR400形

有關各車輛詳情，可參見各條目。

### 現役車輛
- SKR310形（日语：信楽高原鐵道SKR310形気動車）
  - 用作取代SKR200形。在2001年和2002年各製造1架車輛，共有2架（311, 312）。與後述的SKR300形相同外觀，但是車輛的引擎強化和設有雙重剎車系統。
- SKR400形（日语：信楽高原鐵道SKR400形気動車）
  - 用作取代SKR300形。製造了1架（401）車輛[14][15]。在2015年10月4日開始投入服務[11]。
- SKR500形（日语：信楽高原鐵道SKR500形気動車）
  - 用作取代SKR200形。製造了1架（501）車輛。在2017年2月5日開始投入服務[12]。

### 退役車輛
- SKR200形（日语：信楽高原鐵道SKR200形気動車）
  - 在1987年開業時已經製造了3架（201 - 203）車輛。在1988年增加1架（204）。當中2架（202, 204）在1991年由於發生相撞事故而被退役，為了填補車隊空缺，因此建設了205。隨著引入SKR310形，2架（201, 203）車輛退役了。只剩下1架（205）車輛。後來隨著引入SKR500形，剩下的1架車輛於2017年2月4日結束行走，並轉讓給紀州鐵道[16]。
- SKR300形（日语：信楽高原鐵道SKR300形気動車）
  - 在1995年製造1架（301）車輛。後來發生相撞事故後，車輛在安全方面進行全面的強化。後來在2015年10月3日不再於信樂線上行駛[15]，共轉讓給紀州鐵道[17]。

### 塗裝

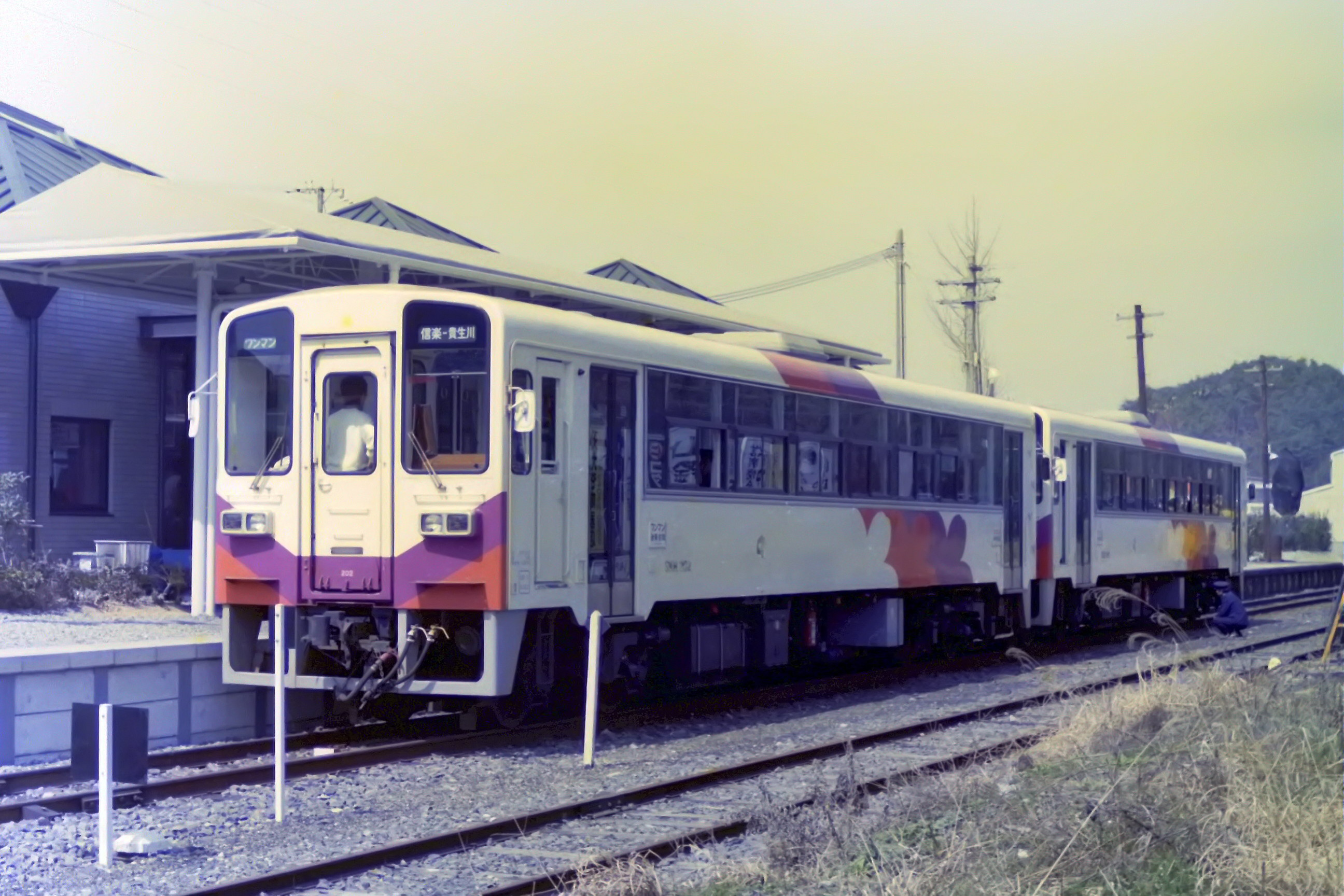
SKR202在開業時的塗裝

在開業時，車身顏色使用了白色底，再加上燒陶磁器時，火焰的顏色紅色和「紫香樂」的紫色。車身圖案為山杜鵑（信樂町花）。在事故後改為使用綠帶。現時在綠帶上設有狸貓和公司的標誌。
在站名牌中，古舊的站名牌已經撤走。所有車站的站名牌都使用信樂高原鐵道設計的款式，當中站名牌上帶有綠色線條。但是，在勅旨站還保留了舊款站名牌（藍底白字）。綠色成為了信樂線的路線顏色，當中有著「安全」的意義。

## 近年的動向
近年有一條構想中的路線，該路線連接大阪至滋賀縣南部，名為「琵琶湖京阪奈線」（暫名）。該路線包括建設新線連接JR片町線至信樂站之間，同時把信樂高原鐵道信樂線和近江鐵道本線進行改善工程。關於這條路線，關係自治體成立了建設期成同盟會。
但是在2005年度，信樂高原鐵道的經常虧損為4028萬5000日圓，2006年度尾債務已經超過13億4552萬日圓。在2003年度的營業係數約150%。在2011年度的赤字為約9,000萬日圓。因此公司本身經營已經比較困難。
另外，與鐵路部分並行的新名神高速道路信樂交匯處開始建設連接道路「信樂道路」，因此使路面交通進行了改善。

### 2013年9月16日颱風萬宜的吹襲
在2013年9月16日，颱風萬宜吹襲甲賀市水口町，使跨越杣川的杣川橋樑（全長95.69米）因河流洪水氾濫，一座橋腳被沖走。除了杣川橋樑以外，在路線上發生24處路基流失和山泥傾瀉。受到颱風影響，信樂線全線暫停服務，在17日起安排代行巴士服務。甲架市表示鐵路設施復修費用為額は約3億5千萬日圓。甲賀市也表示，由於復修費用龐大，因此於年內重開的機會較困難，同時也探討廢線的可能性。
後來在11月1日，儘管國土交通省已宣布根據鐵道軌道改善法提供支持，復修費用也比較困難地支付。在12月3日，該法例中災害修復工程費補助金制度適用於此路線。同月25日，甲賀市長中嶋武嗣表示最遲鐵路於2014年12月重開。修復總工程費為約7億日圓，當中市需要支付2000萬日圓〜1億日圓。在2014年8月20日，甲賀市長表示鐵路線將會在同年11月29日重開。在2014年10月16日，比預定日期早約1個星期，約1年1個月後全線再次打通。並於同年11月29日重開。

## 注腳
1. 1 2 3 4 5 6  第34期決算公告
2. ↑  鐵道統計年報平成29年度版 - 國土交通省
3. ↑  國土交通省鐵道局監修《鉄道要覧》令和元年度版，電氣車研究會、鐵道圖書刊行會
4. ↑  {{Cite book |editor=竹島紀元 |year=1990 |title=第三セクター鉄道 |series=鉄道ジャーナル年鑑「日本の鉄道」別冊 |publisher=鉄道ジャーナル社 |page=92}|language=ja}
5. ↑  . 鐵道雜誌 (鐵道雜誌社). 1987-08, 21 (10): 122 （日语）.
6. ↑  . 滋賀縣.   [2019-07-16]. （原始内容存档于2021-10-01） （日语）.
7. ↑  地域公共交通の活性化及び再生に関する法律に基づく鉄道事業再構築実施計画の認定について〔信楽高原鐵道信楽線〕PDF（日語） - 國土交通省，2013年3月1日。
8. 1 2  中日新聞. . 2013-09-17  [2020-04-06]. （原始内容存档于2013-09-21） （日语）.
9. 1 2  . 産経WEST. 2014-1-29  [2014-11-30]. （原始内容存档于2014-11-30） （日语）.
10. ↑  . マイナビニュース　. 2015-1-13  [2015-1-23]. （原始内容存档于2016-03-06） （日语）.
11. 1 2  . 京都新聞 (京都新聞社). 2015-10-05  [2020-04-06]. （原始内容存档于2015-10-08） （日语）.
12. 1 2  信楽高原鐵道SKR501が営業運転を開始 （页面存档备份，存于） - 《鐵道迷》交友社 railf.jp鐵道新聞 2017年2月6日
13. ↑  . マイナビニュース. 株式会社マイナビ. 2019-09-29  [2019-11-25] （日语）.[]
14. ↑  信楽高原鐵道, SKR401を導入 （页面存档备份，存于）（日語） - 《鐵道迷》交友社 railf.jp鐵道新聞 2015年9月22日
15. 1 2  . 京都新聞 (京都新聞社). 2015-09-25  [2020-04-06]. （原始内容存档于2015-09-26） （日语）.
16. ↑  . 日高新報 Web Hidaka. 日高新報社. 2020-04-06  [2017-02-11]. （原始内容存档于2017-02-11） （日语）.
17. ↑  . 日高新報 Web Hidaka. 日高新報社. 2015-10-21  [2020-04-06]. （原始内容存档于2015-10-22） （日语）.
18. ↑   （页面存档备份，存于）（日語） 甲賀市（信樂電鐵）
19. ↑  「鑽石週刊（日语：週刊ダイヤモンド）」2007年12月15日號P.103
20. ↑  PDF 「財団法人 運輸政策研究機構」の資料より
21. ↑  滋賀県の信楽高原鐵道に「上下分離方式」、線路や車両は甲賀市が保有へ （页面存档备份，存于）（日語） - MyNavi新聞，2013年3月5日
22. 1 2  . 京都新聞. 2013-10-30  [2020-04-06]. （原始内容存档于2013-10-30） （日语）.
23. ↑  . 京都新聞.   [2013-09-17]. （原始内容存档于2013-09-17） （日语）.
24. 1 2  . 產經新聞. 2013-10-05  [2020-04-06]. （原始内容存档于2013-10-25） （日语）.
25. ↑  . 京都新聞. 2013-10-02  [2020-04-06]. （原始内容存档于2013-10-03） （日语）.
26. ↑  . 京都新聞. 2013-11-06  [2020-04-06]. （原始内容存档于2013-11-02） （日语）.
27. ↑  . 京都新聞. 2013-12-03  [2020-04-06]. （原始内容存档于2013-12-03） （日语）.
28. ↑  . 毎日新聞. 2013-12-25  [2020-04-06]. （原始内容存档于2013-12-26） （日语）.
29. ↑  . 朝日新聞. 2014-8-20  [2020-04-06]. （原始内容存档于2014-08-20） （日语）.
30. ↑  . 京都新聞. 2020-04-06  [2014-10-17]. （原始内容存档于2014-10-17） （日语）.

## 外部連結
- 信樂高原鐵道株式會社 官方網站 （页面存档备份，存于）（日語）